# Дамо (философ)
Дамо (др.-греч. Δαμώ; ок. 500 г. до н. э.) — древнегреческая философ-пифагореец и математик, которую считают дочерью Пифагора и Феано.
Немногое известно о жизни Дамо. Предание говорит, что она была дочерью Пифагора и Феано. Согласно одной истории, Пифагор завещал свои сочинения Дамо, которая их бережно хранила, отказывалась продать за большие деньги, «предпочтя золоту бедность и отцовский завет». В свою очередь, Дамо передала труды отца своей дочери Витале.
Несмотря на возможные сомнения в существовании Дамо, смысл предания состоит в том, что женщины-философы играли важную роль в пифагорейской школе.